# Марцун Марія Антонівна
Марцун Марія Антонівна (6 квітня 1894, Булдичів, Волинська губернія — 20 липня 1970, Булдичів, Житомирщина, УРСР) — новатор колгоспного виробництва, ланкова колгоспу ім. Сталіна Дзержинського (Романівського) району Житомирської області УССР.
Двічі Герой Соціалістичної Праці (1953, 1958).

## Біографія
Народилась 6 квітня (25 березня за старим стилем) 1894 року в селі Булдичів Дзержинського (нині Романівського району) Житомирської області. У 1931 році вступила до колгоспу. З 1934 року працювала ланковою колгоспу імені Сталіна Дзержинського району Житомирської області. Її ланка відзначалася високими врожаями цукрових буряків, картоплі та кукурудзи.
Член ВКП(б) з 1949 року.
З 1960 року — на пенсії.
Померла 20 липня 1970 року там, де народилась.

## Нагороди
- Двічі Герой Соціалістичної Праці:
  - 03.11.1953 — за високі врожаї цукрового буряка,
  - 26.02.1958 — за успіхи в розвитку сільського господарства
- три ордени Леніна
- медалі
- Почесна грамота Президії Верховної Ради Української РСР (4.04.1969)